# Jair Tavares da Silva
Jair Tavares da Silva, meglio noto come Jair (Barra de Santo Antônio, 3 agosto 1994), è un calciatore brasiliano, centrocampista dell'Hermannstadt.

## Carriera
Cresciuto nel settore giovanile dell'Ituano, durante la sua permanenza non riesce a trovare spazio in campionato, giocando solo un incontro nella Coppa del Brasile e 6 partite nella Copa Paulista. Il 17 febbraio 2016 viene ceduto in prestito all'AC Oulu, formazione militante nella seconda divisione finlandese; il 1º gennaio 2017 viene riscattato a titolo definitivo. Dopo tre annate in seconda divisione, il 1º gennaio 2019 si trasferisce all'Ilves, nella massima serie finlandese. In due stagioni gioca 46 partite e segna 5 gol in campionato. Il 1º febbraio 2021 firma un contratto con l'HJK.

## Statistiche

### Presenze e reti nei club
Statistiche aggiornate al 29 settembre 2021.
| Stagione        | Squadra         | Campionato      | Campionato | Campionato | Coppe nazionali | Coppe nazionali | Coppe nazionali | Coppe continentali | Coppe continentali | Coppe continentali | Altre coppe | Altre coppe | Altre coppe | Totale | Totale |
| Stagione        | Squadra         | Comp            | Pres       | Reti       | Comp            | Pres            | Reti            | Comp               | Pres               | Reti               | Comp        | Pres        | Reti        | Pres   | Reti   |
| --------------- | --------------- | --------------- | ---------- | ---------- | --------------- | --------------- | --------------- | ------------------ | ------------------ | ------------------ | ----------- | ----------- | ----------- | ------ | ------ |
| 2015            | Ituano          | A1/SP           | 0          | 0          | CB              | 1               | 0               |                    | -                  | -                  |             | -           | -           | 1      | 0      |
| 2016            | AC Oulu         | Y               | 25         | 1          | CF              | 5               | 1               |                    | -                  | -                  |             | -           | -           | 30     | 1      |
| 2017            | AC Oulu         | Y               | 19         | 3          | CF              | 6               | 0               |                    | -                  | -                  |             | -           | -           | 25     | 3      |
| 2018            | AC Oulu         | Y               | 27         | 4          |                 | -               | -               |                    | -                  | -                  |             | -           | -           | 0      | 0      |
| Totale AC Oulu  | Totale AC Oulu  | Totale AC Oulu  | 71         | 8          |                 | 11              | 1               |                    | -                  | -                  |             | -           | -           | 82     | 9      |
| 2019            | Ilves           | VL              | 26         | 2          | CF              | 9               | 1               |                    | -                  | -                  |             | -           | -           | 35     | 2      |
| 2020            | Ilves           | VL              | 20         | 3          | CF              | 5               | 0               | UEL                | 1                  | 0                  |             | -           | -           | 26     | 3      |
| Totale Ilves    | Totale Ilves    | Totale Ilves    | 46         | 5          |                 | 14              | 1               |                    | 1                  | 0                  |             | -           | -           | 61     | 7      |
| 2021            | HJK             | VL              | 15         | 4          | CF              | 3               | 2               | UCL+UEL+UECL       | 4+4+1              | 1+1+0              |             | -           | -           | 27     | 8      |
| Totale carriera | Totale carriera | Totale carriera | 132        | 17         |                 | 29              | 4               |                    | 10                 | 2                  |             | -           | -           | 171    | 23     |

## Palmarès

### Club

#### Competizioni nazionali
- Coppa di Finlandia: 1

Ilves: 2019